# تاريخ أمريكا اللاتينية

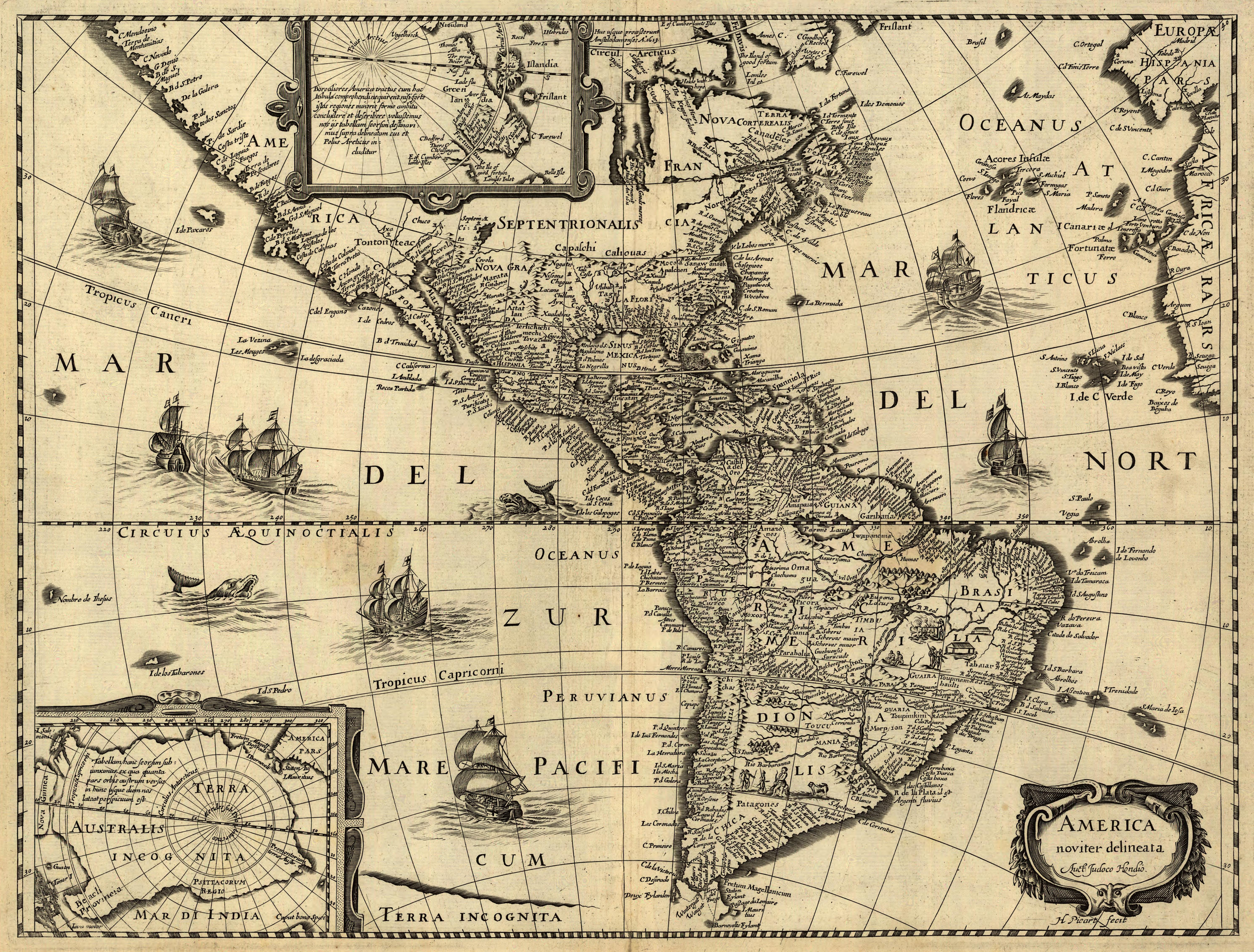

يشير مصطلح أمريكا اللاتينية أساسًا إلى البلدان الناطقة بالإسبانية والبرتغالية في العالم الجديد.
قبل وصول الأوروبيين في أواخر القرن الخامس عشر وأوائل القرن السادس عشر، كانت المنطقة موطنًا للكثير من الشعوب الأصلية، التي بنَت حضارات متقدمة، لا سيما في الجنوب، مثل الأُلميك، والمايا، والإنكا، والموسيكا.
خضعت المنطقة لسيطرة تاجي إسبانيا والبرتغال، اللتان فرضتا كلًا من الكاثوليكية الرومانية ولغتيهما. جلب كل من الأسبان والبرتغاليين عبيدًا أفارقة إلى مستعمراتهم، خاصةً في المناطق التي لم يجدوا فيها سكانًا أصليين، يستطيعون استخدامهم كعمّال.
في أوائل القرن التاسع عشر، نالت جميع مناطق أمريكا الإسبانية تقريبًا الاستقلال عن طريق القتال المسلح، باستثناء كوبا وبورتوريكو. أصبحت البرازيل، التي أصبحت ملكية منفصلة عن البرتغال، جمهوريةً في أواخر القرن التاسع عشر. لم يؤدِّ الاستقلال السياسي عن الملكية الأوروبية إلى إلغاء العبودية في الدول ذات السيادة الجديدة. نتج عن الاستقلال السياسي عدم استقرارٍ سياسي واقتصادي في أمريكا الإسبانية فورَ الاستقلال. مارست بريطانيا العظمى والولايات المتحدة نفوذًا كبيرًا في فترة ما بعد الاستقلال، ونشأ شكل من أشكال الاستعمار الجديد، إذ بقيت السيادة السياسية لبلد ما قائمة، لكن القوى الأجنبية فرضت سلطة كبيرة على المجال الاقتصادي.

## أصل المصطلح والتسمية
تعود فكرة كون جزء من الأمريكيتين لديه قرابة عرقية وثقافية مع جميع الثقافات الرومانسية إلى القرن التاسع عشر، وتحديدًا إلى كتابات الفرنسي المُعجَب بالأفكار السيمونيّة ميشيل شوفالييه، الذي افترض أن هذا الجزء من الأمريكتين كان مأهولًا من قبل أشخاص ينتمون إلى«العرق اللاتيني»، وبالتالي يمكن أن يتحالف مع «أوروبا اللاتينية»، ضد «أوروبا التوتونية أو الجرمانية»، و«أمريكا الأنجلوسكسونية»، و«أوروبا السلافية». استغلّ لاحقًا المثقفون والزعماء السياسيون لأمريكا اللاتينية هذه الفكرة في منتصف وأواخر القرن التاسع عشر، ولم ينظروا إلى إسبانيا أو البرتغال كنماذج ثقافية، بل إلى فرنسا بدلًا منها. صِيغَ المصطلح الفعلي «أمريكا اللاتينية» في فرنسا تحت قيادة نابليون الثالث، ولعب دورًا هامًا في حملته، إذ لمّح إلى القرابة الثقافية مع فرنسا، لتحويل فرنسا إلى زعيم ثقافي وسياسي في المنطقة، وتثبيت ماكسيميليان كإمبراطور للمكسيك.
في منتصف القرن العشرين، لا سيّما في الولايات المتحدة، مال البعض إلى تصنيف جميع الأراضي الواقعة جنوب الولايات المتحدة على أنها تنتمي «لأمريكا اللاتينية»، لا سيما عندما ركزت المناقشة على العلاقات السياسية والاقتصادية المعاصرة مع الأجزاء الأخرى من العالم، وليس فقط على جوانبها الثقافية. في الوقت نفسه، اتّجه آخرون لتجنب التبسيط المفرط والحديث عن«أمريكا اللاتينية ومنطقة البحر الكاريبي»، الذي يظهر في المخطط الجغرافي للأمم المتحدة.
نظرًا لأن مفهوم وتعريف أمريكا اللاتينية حديث جدًا، إذ يرجع تاريخه إلى القرن التاسع عشر فقط، فمن غير المنطقي الحديث عن «تاريخ أمريكا اللاتينية» قبل وصول الأوروبيين، رغم أنّ الثقافات العديدة والمتنوعة التي كانت موجودة في فترة ما قبل كولومبوس أثّرت تأثيرًا قويًّا ومباشرًا على المجتمعات التي نشأت نتيجة للغزو، ولا نستطيع إغفال هذا التأثير أيضًا.

## فترة ما قبل كولومبوس
كانت الأراضي التي تُسمَّى الآن أمريكا اللاتينية مأهولةً منذ آلاف السنين، وربما لمدة تصل إلى 30,000 سنة. يوجد العديد من نماذج الهجرة إلى العالم الجديد. ومن الصعب تحديد الموعد الدقيق لوصول العديد من الحضارات، نظرًا لوجود عدد قليل من المصادر والنصوص. ازدهرت الحضارات المتقدّمة في أوقات وأماكن مختلفة، على سبيل المثال في جبال الأنديز وأمريكا الوسطى.

## الحقبة الاستعمارية
هبط كريستوفر كولومبوس في الأمريكتين في عام 1492. ثمّ أرسلت القوى البحرية الكبرى في أوروبا بعثات إلى العالم الجديد لبناء شبكات تجارية ومستعمرات، ولتغيير ديانة الشعوب الأصلية إلى المسيحية. ركزت إسبانيا في بناء إمبراطوريتها على الأجزاء الوسطى والجنوبية من الأمريكيتين المخصّصة لها بموجب معاهدة تودسيالاس، بسبب وجود مجتمعات كبيرة مستقرة مثل الأزتيك والإنكا والمايا والمويسكا، يمكن استغلال مواردها البشرية والمادية، وكميات كبيرة من الفضة والذهب. بنى البرتغاليون إمبراطوريتهم في البرازيل، التي تقع في دائرة نفوذهم بحسب معاهدة توردسيالاس، من خلال تطوير الأرض لإنتاج السكر، في وقتٍ شحَّت فيه الموارد.
خلال الاستعمار الأوروبي في نصف الكرة الغربي، مات معظم السكان الأصليين بسبب المرض. في ما أصبح يُعرَف باسم التبادل الكولومبي أو التبادل الكبير، قضت أمراض الجدري والحصبة على السكان، الذين لم يمتلكوا مناعةً ضدّها. دُرَس عدد السكان الأصليين في العصر الحديث من قبل المؤرخين، إلّا أنّ الراهب بارتولومي دي لاس كاساس دقَّ ناقوس الخطر في الأيام الأولى من الاستيطان الإسباني في منطقة البحر الكاريبي في كتابه«سرد موجز لتدمير شعوب الهند».
أثّر غزاة ومستعمرون أمريكا اللاتينية أيضًا تأثيرًا كبيرًا على السكّان. ارتكب الغزاة الإسبان أعمال عنف وحشية تجاه السكان الأصليين. وفقًا لبارتولومي دي لاس كاساس، جعل الأوروبيون السكان الأصليين يعملون حتى الموت، وفصلوا بين الرجال والنساء حتى لا يتمكنوا من التكاثر، وتعقبوا وقتلوا أي من السكان الأصليين الذين فرّوا مع الكلاب. ادّعى لاس كاساس أن الأسبان جعلوا السكان الأصليين يعملون ليلًا ونهارًا في المناجم. قدر لاس كاساس أن حوالي ثلاثة ملايين من السكان الأصليين ماتوا بسبب الحرب والعبودية والإرهاق. وبالحديث عن القسوة، يقول لاس كاساس: «من سيُصدِّق هذا من الأجيال القادمة؟ أنا نفسي أكتبها كشاهد عيان ذي دراية، ويمكنني بصعوبة تصديق ما أكتب».
بعد استلامهم السلطة، حظر الإسبان الثقافة والدين الأصليين، وحرقوا مخطوطات المايا (كتب). تحتوي هذه المخطوطات على معلومات حول علم التنجيم والدين والآلهة والطقوس. بقيت أربعة مدوّنات معروفة اليوم هي: مخطوطة درسدن، ومخطوطة باريس، ومخطوطة مدريد، ومخطوطة إتش آي، صهر الأسبان أيضًا قطعًا لا حصر لها من الأعمال الفنية الذهبية، حتى يتمكنوا من إعادة الذهب إلى إسبانيا، ودمّروا عددًا لا يحصى من الأعمال الفنية التي اعتبروها غير مسيحية.

## القرن التاسع عشر: مرحلة ما بعد الاستقلال
بعد الثورتين الأمريكية والفرنسية، حققت معظم أمريكا اللاتينية استقلالها بحلول عام1825 . دمّر الاستقلال السوق المشتركة القديمة التي كانت قائمة في ظل الإمبراطورية الإسبانية بعد إصلاحات البوربون، وخلق اعتمادًا متزايدًا على الاستثمار المالي الذي توفره دولًا بدأت مسبقًا في مجال التصنيع. فبدأت قوى أوروبا الغربية، مثل بريطانيا العظمى وفرنسا والولايات المتحدة، تلعب أدوارًا رئيسية، وأصبحت المنطقة معتمدة اقتصاديًا على هذه الدول. خلق الاستقلال أيضًا طبقة حاكمة جديدة واعية «بأميركا اللاتينية» ومثقفين يتجنبون النماذج الإسبانية والبرتغالية في سعيهم لإعادة تشكيل مجتمعاتهم، بل ينظرون إلى النماذج الأوروبية الكاثوليكية الأخرى -خاصةً فرنسا - لبناء ثقافة جديدة لأمريكا اللاتينية، ولم تسعَ هذه النخبة إلى العودة إلى ما ورثته عن الشعوب الأصلية.